# Castiglione Messer Marino
Castiglione Messer Marino est une commune de la province de Chieti dans les Abruzzes en Italie.

## Administration
| Période                                  | Période  | Identité            | Étiquette | Qualité |
| ---------------------------------------- | -------- | ------------------- | --------- | ------- |
| 30 mai 2006                              | En cours | Massimo Mastrangelo |           |         |
| Les données manquantes sont à compléter. |          |                     |           |         |

### Hameaux
Colle Trimarino, Padula, Sant'Egidio, Valle San Salvatore

### Communes limitrophes
Agnone (IS), Belmonte del Sannio (IS), Carunchio, Castelguidone, Fraine, Montazzoli, Monteferrante, Roccaspinalveti, Roio del Sangro, Rosello, Schiavi di Abruzzo, Torrebruna